# 샤미르 (가수)
샤미르(Shamir, 1994년 11월 7일 ~ )는 미국의 싱어송라이터이다.